# Çiğ köfte

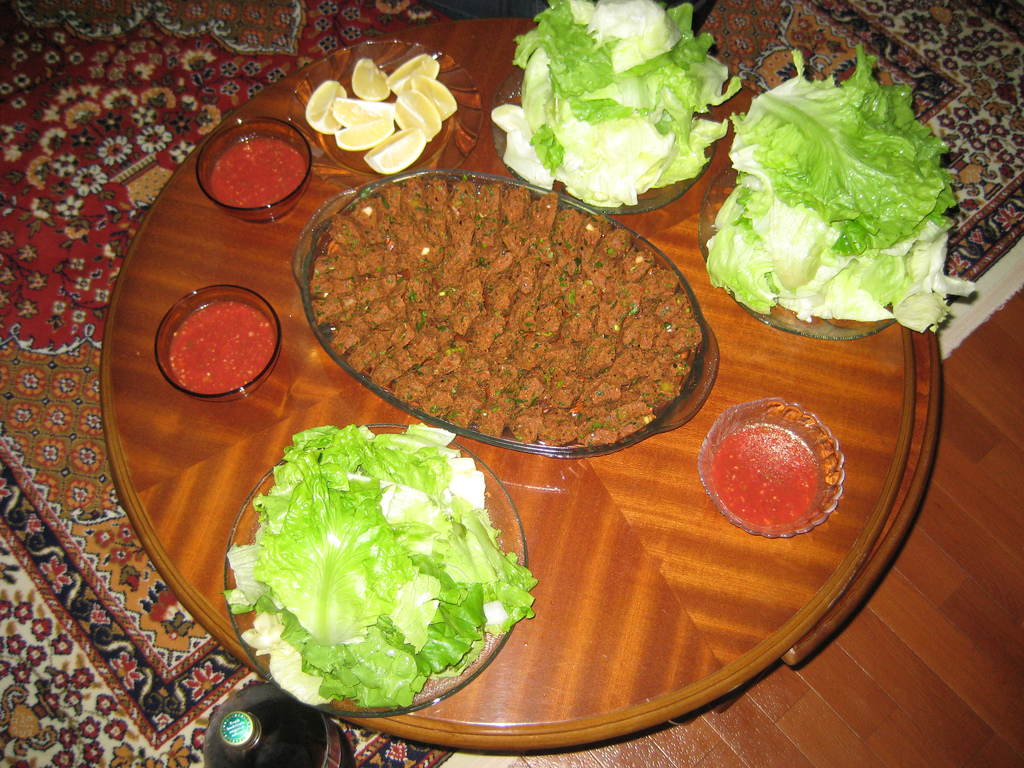
Çiğ köfte

Çiğ köfte (turcă pentru "chiftea crudă", din persană کوفتهکوفته kufteh "presată"; çiğ [ˌtʃiː] turc. "crud"; armeană չի քուֆթա č 'i k'owft' a) sunt de obicei, bucăți mici de carne crudă tocată, puternic condimentate. Chiftelele sunt preparate în mod tradițional din carne de miel, slabă, tocată. Versiunea vegetariană constă în grâu, pastă de tomate, ardei iute tocat mărunt și alte condimente.

## Legendă
Conform unei legende, mama profetului Avraam, a inventat çiğ köfte, atunci când nu a avut nimic altceva decât bulgur și carnea unei gazele. După o altă legendă, çiğ köfte, au fost inventate în Urfa, în timpul lui Avraam. În timp ce Nimrod strângea lemne de foc pentru un rug, soția unui vânător a trebuit să pregătească, carnea crudă a unui animal vânat. Ea a amestecat carnea cu bulgur, zarzavaturi și condimente și a tocat amestecul cu unealtă de piatră, până când a devenit gustos.

## Pregătire
Chifteluțele crude sunt foarte populare, mai ales în  provinciile din sud-estul Turciei, cum ar fi, de exemplu, Șanlıurfa sau Adiyaman. Pregătirea este în general foarte asemănătoare, cu toate acestea, ingredientele pot varia foarte mult de la regiune la alta. În primul rând, bulgurul este frământat cu ceapa tocată si un pic de apă, până când are o consistență moale. Apoi, sunt adăugate pe rând carne de vită, bulgur fin, ceapă, usturoi, pastă de ardei iute, pastă de tomate, lamăie, chimen pisat, piper negru, sare, piper, coriandru pisat și după gust alte ingrediente suplimentare. La sfârșit vin adăugate mentă proaspătă, pătrunjel, ceapa verde iar amestecul se frământă cu mâna în bucăți de dimensiuni mici. Foarte comună este, de asemenea, versiunea vegetariană cu bulgur și cartofi în loc de carne. În Turcia, pe stradă, çiğ köfte sunt vândute conform legii, în variantă vegetariană.